# Battaglia del fiume Kalka

Le rotte seguite dagli eserciti di Gengis Khan durante le invasioni tataro-mongole: in alto a sinistra è visibile il percorso seguito dalle truppe al comando dei generali Subedei e Jebe

La battaglia del fiume Kalka (in russo Битва на реке Калке?, in ucraino: Битва на ріці Калка) ebbe luogo il 31 maggio 1223, fra l'esercito dell'Impero mongolo, guidato dai generali Jebe e Subedei, ed alcuni principati russi alleati con i Cumani, sotto il comando dei principi Mstislav Mstislavič di Galizia e Mstislav III di Kiev. La battaglia si svolse sulle rive del fiume Kalka (situato nell'attuale Oblast' di Donec'k, in Ucraina) e si risolse con la vittoria dello schieramento tataro-mongolo.
A seguito dell'invasione tataro-mongola dell'Asia centrale ed il seguente collasso dell'Impero corasmio, le forze tataro-mongole, condotte dai generali Jebe e Subedei, avanzarono nell'Iraq persiano. Jebe richiese il permesso all'imperatore Gengis Khan di continuare le conquiste per alcuni anni, prima di ricongiungersi al grosso dell'armata attraverso il Caucaso. Mentre attendevano la risposta del Khan, i due generali effettuarono un'incursione durante il quale attaccarono la Georgia e ne uccisero il sovrano. Genghis Khan garantì a Jebe e a Subedei di poter proseguire la propria spedizione, e dopo essersi fatti strada nel Caucaso, sconfissero una coalizione di tribù del luogo, per poi annientare i Cumani. Il Khan cumano si recò quindi dal genero, il principe Mstislav Mstislavič, convincendolo a prestargli il proprio aiuto nel combattere i Tataro-mongoli. Mstislav strinse dunque un'alleanza con alcuni principi russi, incluso Mstislav III di Kiev.
Dopo aver sconfitto la retroguardia tataro-mongola, le armate russe inseguirono per diversi giorni i Tataro-mongoli, che fingevano di ritirarsi. Quindi questi ultimi interruppero la ritirata e attaccarono le truppe cumane e dei Russi nei pressi del fiume Kalka. Lo scontro, risoltosi con la vittoria dei Tataro-mongoli, ebbe risvolti pesanti sia per i principati russi, che subirono pesanti perdite, sia per i cumani, che dopo la battaglia ebbero la peggio in un altro scontro con l'esercito tataro-mongolo, perdendo il proprio khan. Inoltre, l'attacco tataro-mongolo alle regioni a nord del Caucaso pose le basi per la successiva invasione dei principati russi, avvenuta nel 1237 e risoltasi con la conquista della Rus' di Kiev.

## Contesto storico
Nel 1219, in reazione all'assassinio dei suoi ambasciatori, il Gran Khan mongolo, Gengis Khan, invase l'Impero corasmio. In una campagna durata tre anni, Genghis Khan ed i suoi generali distrussero le armate dei corasme e disfecero l'impero. Il sultano corasmio Muhammad II morì in un'isola nel Mar Caspio, lasciando suo figlio Jalal al-Din Mankubirni senza un regno.
Quando Jebe (uno dei generali mongoli che inseguivano il sultano corasmio) venne a conoscenza della sua morte, chiese a Genghis Khan di poter continuare le proprie conquiste per un anno o due, prima di tornare in Mongolia attraversando il Caucaso.
Attendendo la risposta del Khan, Jebe ed un altro generale, Subedei, condussero un'armata di 20 000 uomini, di cui ciascun generale comandava un tumen. Lasciandosi dietro una scia di distruzione, si mossero attraverso l'Iraq persiano e l'Azerbaigian, saccheggiando le città di Rey, Zanjan e Qazvin. La città di Hamadan si arrese senza opporre resistenza, mentre Özbeg, Atabeg d'Azerbaijan, salvò la capitale, Tabriz, e impedì la distruzione del paese offrendo ai Tataro-mongoli un grande quantitativo di denaro, vestiti e cavalli.
Da Tabriz, i Tataro-mongoli avanzarono verso nord e passarono l'inverno stabilendosi nelle steppe del Mugan. Qui, l'armata s'ingrossò grazie all'arrivo di curdi e turcomanni, che offrirono i propri servizi ai generali tataro-mongoli.

### Le incursioni nel Caucaso
Fra il gennaio ed il febbraio del 1221, Jebe e Subedei condussero una ricognizione nel Regno di Georgia attraverso il fiume Kura. L'obiettivo dei Tataro-mongoli non era di conquistare il paese ma di saccheggiarlo, così i curdi ed i turcomanni furono mandati in avanscoperta. Tuttavia, il re di Georgia, Giorgio IV di Georgia, con un esercito di 10 000 uomini respinse i Tataro-mongoli nei pressi di Tbilisi. I controattacchi dei Tataro-mongoli non mancarono, nonostante la ritirata. Successivamente, Jebe e Subedei condussero l'intera armata contro l'esercito georgiano, che secondo Richard Gabriel era composto da 70 000 uomini.
A marzo, i Tataro-mongoli tornarono nell'Azerbaijan e assediarono Maragheh, usando i prigionieri come carne da macello. Alla fine del mese, catturarono la città e massacrarono gran parte della popolazione. Jebe e Subedei decisero di proseguire verso sud e catturare Baghdad, la capitale del Califfato abbaside, e trattenerla come riscatto mentre il califfo si trovava nell'Iraq persiano con un piccolo esercito. Successivamente però decisero di tornare nuovamente ad Hamadan; stavolta però la città non si arrese subito e i difensori causarono numerose perdite all'esercito tataro-mongolo, prima di venire sconfitti e di lasciare la città al sacco nemico.
Sul finire del 1221, i Tataro-mongoli avanzarono a nord e attraversarono nuovamente la Georgia. L'esercito georgiano li attese nei pressi di Tbilisi e quando Subedei avanzò, fu costretto a ritirarsi. A questo punto, la cavalleria georgiana inseguì l'armata di Subedei, cadendo in un'imboscata tesagli dal generale Jebe. L'esercito georgiano subì una pesante sconfitta ed il re fu ferito a morte. Dopo tale episodio, le truppe dei Tataro-mongoli continuarono a saccheggiare il sud della Georgia.

## Preludio alla battaglia
Jebe ed il suo generale in seconda Subedei, avendo ricevuto da Genghis Khan il permesso di agire liberamente, condussero le proprie truppe verso la città di Derbent, la quale rifiutò di arrendersi. Jebe promise di risparmiare la città se avesse ottenuto l'aiuto di dieci guide che lo conducessero attraverso il Caucaso. Affinché le guide non cercassero di tradire i due generali, una di loro venne giustiziata preventivamente. L'attraversamento del Caucaso fu pagato a caro prezzo dagli eserciti tataro-mongoli: centinaia di uomini perirono per le basse temperature e per proseguire fu necessario abbandonare le macchine d'assedio.
Superato l'ostacolo del Caucaso, i Tataro-mongoli dovettero fronteggiare la minaccia di un'alleanza fra lezgini, alani e circassi, tribù in procinto di abbandonare il nord del Caucaso e che avevano formato un esercito di circa 50 000 uomini. A loro si aggiunsero i cumani, popolazioni turche che avevano fondato un Khanato nel territorio compreso fra il lago Balkhash e il Mar Nero; questi ultimi convinsero i bulgari del Volga e i cazari ad unirsi a loro. Il Khan cumano, Köten, assegnò il comando dei suoi uomini a suo fratello Yuri e a suo figlio Daniel. La prima battaglia fra la coalizione dei popoli indigeni ed i Tataro-mongoli non si rivelò decisiva, tuttavia consentì ai Tataro-mongoli di convincere i cumani ad abbandonare l'alleanza, memori dell'amicizia fra i popoli turco-tataro-mongoli e con la promessa che il bottino di guerra ottenuto dalle tribù caucasiche dai Tataro-mongoli sarebbe stato condiviso con le genti cumane.
Una volta sancito l'accordo con i Cumani, i Tataro-mongoli attaccarono le truppe delle tribù caucasiche, sconfiggendole. Poi proseguirono intenzionati a colpire anche i cumani, che avevano diviso in due gruppi distinti le truppe sulla via del ritorno. L'intera armata cumana venne annientata ed i prigionieri catturati vennero tutti giustiziati prima del sacco di Astrachan'. Quindi proseguirono con l'inseguire i cumani in direzione nord-ovest.
I veneziani inviarono una delegazione diplomatica presso i Tataro-mongoli e conclusero un'alleanza secondo la quale le truppe dei comandanti Jebe e Subedei si impegnavano a distruggere le basi commerciali di ogni altro paese europeo. Mentre l'inseguimento dei cumani proseguiva, il comandante Jebe inviò un distaccamento in Crimea, dove la Repubblica di Genova possedeva alcune basi commerciali: la città genovese di Soldaia fu presa e saccheggiata.
Nel frattempo, il Khan cumano Köten si recò presso la corte di suo genero, Mstislav Mstislavič, avvertendolo che se prima i Tataro-mongoli avevano preso le sue terre, un domani avrebbero preso anche le sue. In ogni caso, le richieste avanzate dai cumani furono eluse per circa un anno, memori dei decennali raid condotti dai cumani nelle terre della Rus' di Kiev. Tuttavia, quando la notizia che i Tataro-mongoli stavano attraversando il fiume Nistro giunse a Kiev, i Russi risposero alle richieste dei Cumani; Mstislav Mstislavič strinse alleanza con i principi rus' di Kiev, incluso Mstislav di Kiev ed il principe Jurij II di Vladimir Suzdal, i quali assicurarono il proprio supporto militare. Quindi i principati russi iniziarono a radunare le proprie armate procedendo verso il punto di raduno.

## Forze in campo
Il numero di uomini che presero parte alla battaglia è discusso. La causa principale d'incertezza è che non vi sono fonti primarie che diano il numero di uomini presenti durante la battaglia, lasciando così agli storici moderni l'onere di darne una stima. Lo storico Leo de Hartog sostiene che le dimensioni dell'esercito russo fossero di circa 30 000 unità, mentre per Richard Gabriel ed Hector Hugh Munro di 80 000 de Hartog ritiene inoltre che l'esercito tataro-mongolo si attestasse sui 20 000 uomini, mentre Gabriel considera che vi fossero 23 000 soldati tataro-mongoli. Tuttavia, secondo lo storico John Fennell, mette in dubbio molte di queste ipotesi affermando che i numeri dati dalle fonti russe (mancando totalmente ogni riferimento tataro-mongolo o cumano), sono esagerate e fra loro contraddittorie.

## La battaglia

### Fase iniziale
I movimenti dell'armata russa furono individuati dalle forze tataro-mongole, che si trovavano sul lato destro del fiume Dnieper in attesa dei rinforzi guidati da Jochi, il primogenito di Genghis Khan, il quale si era accampato nei pressi del Lago d'Aral. Jochi tuttavia era malato, perciò non vi furono rinforzi ulteriori per le truppe tataro-mongole.
Nello stesso momento, i Russi cercarono di cogliere di sorpresa i Tataro-mongoli. Mstislav Mstislavič condusse i suoi da nord verso sud, in direzione del fiume, mentre Mstislav di Kiev avanzava nella stessa direzione, ma da sud verso nord, e gli eserciti di Kursk procedevano lungo il fiume. Nello stesso momento, i cumani tentarono di attaccare le retrovie dei Tataro-mongoli. Quando il generale Jebe seppe ciò, mandò dieci messi al principe di Kiev. Essi riferirono che i Tataro-mongoli non avevano alcuna ostilità nei confronti dei Russi ed avevano intenzione di attaccare esclusivamente i cumani; aggiunsero inoltre che i Tataro-mongoli marciavano verso est, lontano dalle città russe. Mstislav di Kiev fece giustiziare i messi, inducendo i Tataro-mongoli ad inviare altri ambasciatori, che dichiararono guerra ai principati russi.
Venuti a conoscenza dei movimenti dei Russi, i generali Jebe e Subedei iniziarono a muovere verso est, l'unica direzione praticabile nel contesto territoriale dell'alleanza anti-tatara. Lasciarono però una retroguardia di 1 000 uomini, al comando di un ufficiale, Hamabek, affinché riferisse costantemente dei movimenti delle armate russe. In breve tempo Mstislav Mstislavič raggiunse la riva opposta a quella della retroguardia tataro-mongola; in mancanza di un comandante in capo, nominato fra i principi russi, Mstislav Mstislavič agì di propria iniziativa, attraversando il fiume sotto il tiro delle frecce nemiche. All'arrivo del resto dell'esercito, il vantaggio numerico dei Russi fu tale da consegnare la retroguardia tataro-mongola ad una sconfitta certa.

### La falsa ritirata tataro-mongola e lo scontro
Dopo essersi fatti inseguire per nove giorni in una falsa ritirata, l'esercito tataro-mongolo invertì la direzione di marcia e si preparò ad affrontare i nemici presso il fiume Kalka. Le fonti primarie russe rendono solo una descrizione molto generica della battaglia stessa e dell'inseguimento dei principi nella steppa. Le cronache riferiscono dei principi che vi presero parte e di quanti caddero in battaglia, ma non molto altro circa le forze in campo ed i caduti. Tuttavia, in esse è riportato che i cumani abbandonarono il campo di battaglia senza aver combattuto e si ritirarono attraverso le schiere dei Russi, aumentando la confusione nel campo di battaglia e risolvendosi col loro massacro da parte dei Tataro-mongoli.
Si aprì quindi un varco fra le linee delle armate di Kursk e Volinia, così da rendere più agevole la ritirata ai cumani. Tuttavia, la cavalleria pesante dei Tataro-mongoli caricò attraverso il passaggio formatosi. Gli uomini di Černihiv, che non si erano resi conto che lo scontro aveva avuto inizio, vennero a collidere frontalmente con i cumani in ritirata, proprio mentre stavano avanzando. La cavalleria dei Tataro-mongoli trasse un evidente vantaggio dalla confusione nelle linee di Černihiv e attaccò, causandone il collasso; in questo scontro, perì il principe Mstislav di Černihiv.
Nello stesso momento, le ali dell'esercito tataro-mongolo si chiusero attorno alle schiere nemiche, impedendo loro ogni via di fuga. L'esercito dei principi russi, ormai sopraffatto, venne massacrato dalle continue raffiche dei tiratori tataro-mongoli, accompagnate occasionalmente da qualche carica di cavalleria. Parte dell'armata russa, guidata da Mstislav di Kiev, riuscì a sfondare l'accerchiamento nemico, aprendosi un varco e fuggendo.
Mstislav di Kiev vide quanto rimaneva del proprio esercito darsi alla fuga. Con il proprio contingente di 10 000 uomini, si ritirò presso il proprio accampamento, su una collina presso Dnepr. Nell'inseguire il nemico in fuga, i Tataro-mongoli raggiunsero il forte di Mstislav di Kiev e lo misero sotto assedio. Il principe ed i suoi resistettero per tre giorni, ma infine decisero d'arrendersi al generale Jebe, a condizione che gli fosse garantito di tornare incolumi a Kiev. Una volta ottenuto il controllo dell'accampamento, i Tataro-mongoli massacrarono le armate di Kiev e fecero prigionieri il principe ed il resto della nobiltà presente.

## Conseguenze
La battaglia del fiume Kalka fu una sconfitta piuttosto pesante per i principi russi, che secondo Richard Gabriel persero 50 000 uomini, mentre per i Tataro-mongoli le perdite furono minime. Quanto alle fonti russe, la Cronaca degli anni passati riferisce che perirono 10 000 uomini, mentre nella Cronaca di Nikon, piuttosto tarda rispetto al periodo in cui si verificò la battaglia, parla di 60 000 caduti. La prima cronaca di Novgorod, contemporanea alla battaglia, non ne dà notizia alcuna. Il peso della sconfitta fu tale da ridurre il numero delle armate di tutti i principati russi, ad eccezione di quello di Vladimir-Suzdal. La temuta invasione dei principati russi non si verificò, con l'eccezione di poche città del sud, che vennero saccheggiate. Le armate di Jebe e Subedei attraversarono il Volga nei pressi dell'odierna Volgograd e passarono attraverso la Bulgaria del Volga, dove furono sconfitti in un'imboscata ad opera dei bulgari. Dopo aver sconfitto in un'altra battaglia i bulgari, i Tataro-mongoli attaccarono i kankalis cumani, che avevano appoggiato i cumani nel Caucaso l'anno prima. Quindi affrontarono l'esercito cumano nei pressi degli Urali, sconfiggendolo e uccidendone il Khan prima che pagasse loro i tributi.
In seguito alle vittorie conseguite, gli eserciti di Jebe Subedei proseguirono verso est e si ricongiunsero alle truppe sotto Genghis Khan ad est del fiume Syr Darya. La spedizione si rivelò oltremodo vantaggiosa, grazie alle numerose spie lasciate in Russia, che provvedevano a fornire frequenti rapporti sugli avvenimenti russi ed europei. Nel 1237, il generale Subudei e Batu condussero una campagna presso i principati russi, alla testa di 120 000 uomini, grazie ai quali poterono conquistare la Rus' di Kiev.

### Fonti primarie
- (EN) Cronaca di Novgorod (PDF), su faculty.washington.edu. URL consultato il 29 maggio 2023.

### Letteratura storiografica
- (EN) Richard Gabriel, Subotai The Valiant: Genghis Khan's Greatest General, Praeger Publishers, 2004, ISBN 0-275-97582-7.
- (EN) Leo de Hartog, Genghis Khan: Conqueror of the World, I.B. Tauris, 1989, ISBN 1-85043-139-6.
- (EN) John Fennell, The Crisis of Medieval Russia 1200-1304, Routledge, 2014, ISBN 978-13-17-87313-6.
- (EN) Peter Jackson, The Mongols and the West, 1221–1410, Pearson Education Limited, 2005, ISBN 0-582-36896-0.
- (EN) Janet Martin, Medieval Russia: 980–1584, Cambridge University Press, 1995, ISBN 0-521-36276-8.
- (EN) Hector Hugh Munro, The Rise of the Russian Empire, G. Richards, 1900.
- (EN) Robert Wallace, Rise of Russia, Time-Life Books, 1967, ISBN 0-900658-37-1.